# NGC 4613
NGC 4613 est une galaxie spirale située dans la constellation de la Chevelure de Bérénice. Sa vitesse par rapport au fond diffus cosmologique est de 5 216 ± 20 km/s, ce qui correspond à une distance de Hubble de 76,9 ± 5,4 Mpc (∼251 millions d'al). NGC 4613 a été découverte par l'astronome prussien Heinrich Louis d'Arrest en 1864.
NGC 4613 présente une large raie HI.
NGC 4613 est une galaxie dont le noyau brille dans le domaine de l'ultraviolet. Elle est inscrite dans le catalogue de Markarian sous la cote Mrk 780 (MK 780).

## Un triplet de galaxies?
La base de données NASA/IPAC cite un article qui mentionne que NGC 4613 fait partie d'un triplet de galaxies. Le contenu de cet article n'est pas disponible en ligne, mais les deux autres galaxies sont sans doute NGC 4614 et NGC 4615 situées à proximité sur la sphère céleste.

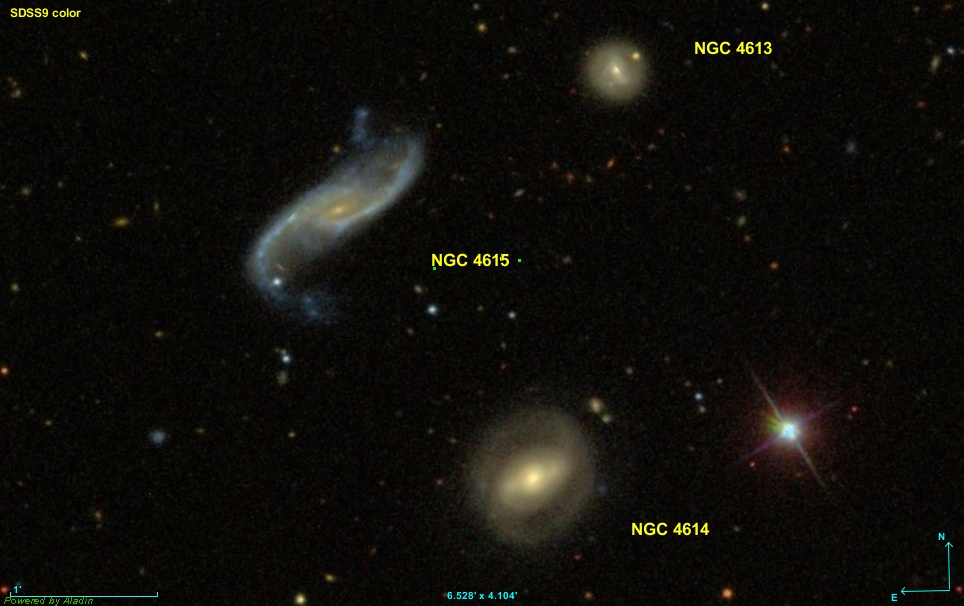
NGC 4613, NGC 4614 et NGC 4615 sont dans la même région de la sphère céleste.

Les distances de NGC 4614 et NGC 4615 sont respectivement égales à 244 millions a.l. et à 242 millions a.l., assez près l'une de l'autre pour que Abraham Mahtessian considère qu'elles forment une paire de galaxies. La distance de 251 millions de NGC 4613 la place au-delà de cette paire et aucune des sources consultées ne mentionne qu'elle fait partie d'un groupe de galaxies. Son appartenance à un trio de galaxies est donc incertaine.